# Odontocera rugicollis
Odontocera rugicollis är en skalbaggsart som beskrevs av Bates 1880. Odontocera rugicollis ingår i släktet Odontocera och familjen långhorningar.
Artens utbredningsområde är:
- Guatemala.
- Honduras.

Inga underarter finns listade i Catalogue of Life.